# TDK-MCC
TDK-MCC株式会社（ティーディーケイ・エムシーシー）は、かつて存在した秋田県にかほ市に本社を置くTDK100%出資の製造子会社。積層セラミックコンデンサの生産工場として設立。
2017年4月1日、TDKグループ内の組織再編に伴い、新たに設立されるTDK秋田（本社：由利本荘市）にTDK羽後、TDK由利本荘と共に吸収合併され、解散した。

## 本社・工場
- 本社・秋田工場/秋田県にかほ市平沢字前田151
- 象潟工場/秋田県にかほ市象潟町字武道島100
- 本荘工場/秋田県由利本荘市
- 北上工場/岩手県北上市和賀町後藤2地割106-163

## 沿革

### TDK-MCCの沿革
- 1971年6月1日 - TDKとアメリカン・コンポーネンツ社との合弁会社としてTDK-ACI株式会社設立。
- 1980年5月 - 合弁を解消し、TDKの100%子会社となる。
- 1980年12月22日 - TDK-MCC株式会社に社名変更。
- 1997年6月 - ISO 9001取得。
- 1998年4月 - ISO 14001取得。
- 2000年8月7日 - 北上工場建設着工。
- 2001年
  - 4月 - 北上工場操業開始。
  - 11月28日 - TDKが秋田県と山形県にある100%出資の子会社11社のうち、8社を3社に統合すると発表。
- 2002年4月1日 - 象潟TDK株式会社を吸収合併。
- 2007年8月1日 - 本荘工場建設着工。
- 2008年6月 - 本荘工場操業開始。
- 2012年
  - 7月1日 - TDK羽城株式会社を吸収合併し、羽城工場を引き継ぐ[3]。
  - 9月30日 - 羽城工場を閉鎖し、従業員は本荘工場に異動して[3]、製造していたコンデンサーは海外の工場へ移管した[4]。
- 2017年4月1日 - TDK秋田に吸収合併され解散。

### 象潟TDKの沿革
- 1972年9月13日 - 象潟TDK株式会社設立。
- 1998年11月 - ISO14001取得。
- 2002年4月1日 - TDK-MCC株式会社に吸収合併し、同社象潟工場となる。

## 生産品目
- 積層セラミックコンデンサ
- 高電圧貫通型セラミックコンデンサ
- 高電圧セラミックコンデンサ